# Màmia II Gurieli
Màmia II Gurieli va ser mtavari de Gúria del 1598 al 1627. Va succeir el seu pare Jordi II Gurieli el 1598. La seva filla Tamara va casar-se amb el rei Alexandre III d'Imerècia; una altra filla amb Teimuraz I de Kartli i Kakhètia; una tercera filla de nom no conegut es va casar amb el príncep Kaikhushru (+ a Turquia el 1627) que va ser per un temps regent de Geòrgia (i que era fill de Vakhtang I, segon príncep de Mukhran). Assassinat per sorpresa el 1627 el va succeir el seu fill Simó Gurieli.